# Eparchia borysowska

Eparchia borysowska na tle podziału administracyjnego Egzarchatu Białoruskiego

Eparchia borysowska – jedna z eparchii Egzarchatu Białoruskiego Patriarchatu Moskiewskiego, z siedzibą w Borysowie. Należy do metropolii mińskiej.
Eparchia powstała 23 października 2014, poprzez podział dotychczasowej eparchii mińskiej i słuckiej. Nowo utworzone eparchie – borysowska, mołodeczańska, słucka – oraz macierzysta eparchia mińska weszły w skład powstałej tego samego dnia metropolii mińskiej. 
Eparchia obejmuje część obwodu mińskiego – rejony: borysowski, berezyński, czerwieński, krupski, łohojski, puchowicki i smolewicki.
Pierwszym ordynariuszem eparchii został biskup borysowski i marinohorski Beniamin (Tupieko).
W skład eparchii wchodzi 11 dekanatów:
- berezyński – 8 parafii
- borysowski I – 13 parafii (w tym 1 więzienna)
- borysowski II – 14 parafii
- czerwieński – 12 parafii
- krupski – 6 parafii
- łohojski I  – 11 parafii
- łohojski II – 11 parafii
- puchowicki I – 9 parafii
- puchowicki II – 12 parafii
- smolewicki – 13 parafii
- żodzinowski – 11 parafii

W obrębie eparchii działają 2 monastery:
- monaster św. Jana Teologa w Domaszanach – żeński
- monaster św. Kseni Petersburskiej w Baraniu – żeński

Ponadto na terenie eparchii znajduje się stauropigialny męski monaster Zwiastowania w Ladach.